# Portrait von Winston Churchill

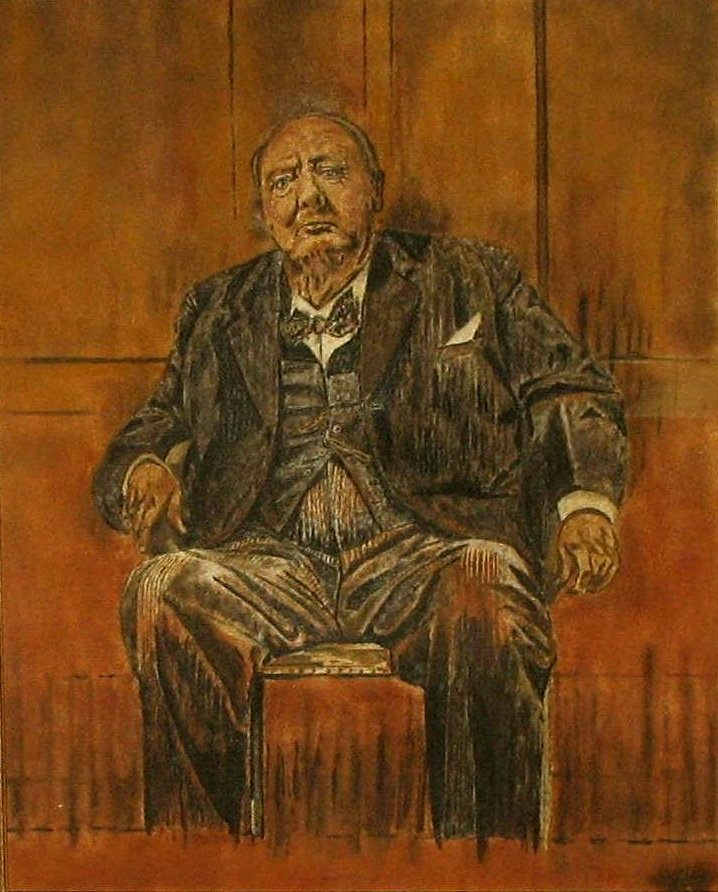
Reproduktion des Gemäldes (Brian Pike)

Portrait von Winston Churchill ist der Titel eines 1954 erschaffenen Porträts des britischen Malers Graham Sutherland.

## Hintergrund
Zum Zeitpunkt der Entstehung stand Churchill, selbst ein passionierter Maler, kurz vor seinem 80. Geburtstag. Er befand sich – nachdem er das Amt bereits von 1940 bis 1945 innegehabt hatte – seit 1951 in seiner zweiten Amtszeit als Premierminister und hatte mit gesundheitlichen Problemen zu kämpfen. Nur ein Jahr später, 1955, verzichtete er vorzeitig auf die Ausübung des Amtes.
Sutherland hatte bereits den Ruf eines modernen Malers, der vor allem für seine expressionistischen Gemälde und für seine abstrakt-surrealistischen Elemente bekannt war sowie in einer späteren Schaffensphase für seine ab den 1950er Jahren gefertigten Porträts.

## Entstehungsprozess
Das Gemälde wurde von Mitgliedern des House of Commons und des House of Lords anlässlich von Churchills bevorstehendem 80. Geburtstag in Auftrag gegeben. Die Arbeiten begannen im August 1954 und wurden im selben Jahr abgeschlossen. Im privaten Wohnsitz des Premierministers erfolgten erste Vorarbeiten in Form von Skizzen und Studien. Im Anschluss entstand über mehrere Monate das überlebensgroße Porträt. Am 30. November 1954 wurde das Porträt wie geplant in der Westminster Hall im Beisein Churchills enthüllt.
Während des Entstehungsprozesses verstanden sich Modell und Maler Zeitzeugenberichten zufolge sehr gut. So schrieb Clementine Churchill, die langjährige Ehefrau des Premierministers, an ihre Tochter:

“Papa has given him 3 sittings and no one has seen the beginnings of the portrait except Papa and he is much struck by the power of his drawing.”

„Papa [gemeint ist Churchill, Anm. d. Verf.] gewährte ihm 3 Sitzungen und niemand, mit Ausnahme von Papa, hat die Anfänge des Porträts gesehen und er ist sehr gepackt von der Ausdrucksstärke seiner Zeichnungen.“

Abgesehen von den Einblicken in die Zeichnungen sahen weder Winston noch Clementine Churchill das unfertige Porträt. Wenn Sutherland Chequers verließ, wurde das Gemälde abgedeckt. Nach Vollendung wurde es, von den Churchills weiterhin ungesehen, abtransportiert. Erst eine Woche vor der öffentlichen Enthüllung wurde es zur Downing Street No. 10 gebracht. Clementine hatte das Porträt bereits kurz vorher gesehen.

## Rezeption
Die Rezeption des Gemäldes fiel höchst unterschiedlich aus. Bei der öffentlichen Präsentation äußerte sich Churchill – unter dem Lachen des Publikums – zu dem Bild folgendermaßen:

“The portrait is a remarkable example of modern art.”

„Das Porträt ist ein bemerkenswertes Beispiel moderner Kunst.“

In einem anderen Kontext äußerte Churchill, das Gemälde lasse ihn schwachsinnig wirken. Clementine Churchill fand zunächst Gefallen an dem Bild, änderte später jedoch ihre Meinung.

## Verbleib
Das Porträt ist nicht erhalten. Lange Zeit wurde angenommen, dass es von Clementine Churchill zerstört wurde. Im Rahmen von Forschungen zu einer Biografie über Churchill wurden jedoch Tonaufnahmen gesichtet, die die Zerstörung Grace Hamblin zuschreiben, der Privatsekretärin Churchills. Demnach wurde das Gemälde von ihr und ihrem Bruder zu einem abgelegenen Haus gebracht und dort verbrannt. Clementine Churchill erfuhr am nächsten Morgen von der Tat und billigte sie. Sutherland bezeichnete die Zerstörung des Gemäldes als einen „Akt von Vandalismus“.
Vorarbeiten des Gemäldes existieren hingegen weiterhin; Eine Vorarbeit des Gemäldes befindet sich im Carlton Club.

## Trivia
Die – teilweise überzeichnete – Entstehungsgeschichte des Porträts und seine Präsentation sind Gegenstand der neunten Folge der ersten Staffel der Serie The Crown.